# Silnice II/606
Silnice II/606 je silnice druhé třídy v České republice. Tvoří ji tři dílčí úseky původní silnice I/6 (Karlovarské) spojující Prahu a Pomezí nad Ohří, a to úsek Velká Dobrá – Nové Strašecí, úsek Březová – Kamenný Dvůr a průtah Chebem (Dolní Dvory – Cheb – Pomezí nad Ohří). Některé další úseky jsou v některých mapách předčasně uváděny také jako součásti silnice II/606, ale oficiálně překategorizovány a přečíslovány dosud nebyly (Praha – Pavlov, Braškov – Velká Dobrá, Nové Strašecí – Krušovice, Lubenec – Libkovice) nebo byly degradovány na místní komunikace (pražská ulice Na Hůrce, úsek Libkovice – Bošov).
Až do výstavby R6 v 80. letech 20. století představovala tato trasa vedle silnice I/16 přes Slaný jedinou spojnici Prahy s Karlovými Vary, Chebem a dalšími městy.
Původní pražský úsek byl degradován na místní komunikace, a to včetně úseku od MÚK Řepy k hranici Prahy (ulice Na Hůrce), který byl na směrovém dopravním značení předčasně označen jako začátek silnice II/606, ačkoliv její součástí oficiálně nikdy nebyl. Úseky od MÚK Řepy k Velké Dobré sice byly v některých mapách přečíslovány a překategorizovány na II/606, ale v oficiální evidenci stále zůstávají (ověřeno v únoru 2023) jako větve silnice I/6. Úsek hranice Prahy – Hostivice – Jeneč – Pavlov je veden jako větev 6J.
Silnice II/606 začíná na křižovatce v Pleteném Újezdě a pokračuje přes Velkou Dobrou, Doksy, Kamenné Žehrovice, Tuchlovice, Rynholec a Nové Strašecí, na jehož konci na křižovatce se silnicí II/237 končí.
Úsek od konce Nového Strašecí (křižovatka se silnicí II/237) přes Řevničov a Krušovice je oficiálně stále (ověřeno v únoru 2023) evidován jako úsek silnice I/6, přestože souběžně s ním již byla zprovozněna dálnice D6. Za Krušovicemi pokračuje pouze původní silnice I/6.
Rovněž původní úsek Lubenec – Libkovice je oficiálně stále (ověřeno v únoru 2023) evidován jako úsek silnice I/6, přestože souběžně s ním již byla zprovozněna dálnice D6. Starý úsek Libkovice – Bošov byl vyřazen ze silniční sítě. Zaslepený konec západně od Bošova je evidován stále v I. třídě jako větev 6I.
Rychlostní průtah Karlovými Vary je kategorizován jako silnice I/6, z toho úsek mezi exity 119 a 121 jako silnice pro motorová vozidla. Starý průtah městem včetně ulice Chebské byl degradován na místní komunikace. Stará silnice směrem dále na Nové Sedlo byla zčásti degradována na silnici III. třídy.
Starý úsek Březová – Kamenný Dvůr je regulérně přečíslován na silnici II/606 a plní funkci doprovodné komunikace v blízkosti dálnice.
Rovněž průtah Chebem (Dolní Dvory – Cheb – Pomezí nad Ohří) je evidován jako úsek silnice II/606, zatímco nový rychlostní obchvat, který Cheb obchází severní stranou, je v kategorii dálnice pouze východně od Chebu, zatímco západní část od exitu 159 až k Pomezí nad Ohří je kategorizován jako silnice I/6, tj. není nahrazen dálnicí.